# チベットの歴史 (現代)
本記事では、チベットの歴史のうち、現代（中華人民共和国による統治の確立から現状まで）を扱う。

## 現代
清国の滅亡以来、中華民国歴代政権は、実効支配が及ばず、実質上の独立国として存在していたチベットを「中国の一部分」だとする主張を行っていたが、北京政権時代は「軍閥の混戦」、南京国民政府時代は対日戦争への対応におわれ、独立を主張するチベットに対し圧力をかけ続けていたものの、本格的な軍事行動は行なわなかった。第二次世界大戦中はチベット政府は日本に同情的な立場から、羊毛を経済制裁で苦しむ日本へ輸出し、連合国側の補給路確保要請もチベットは中立を通し拒否した。しかし後に米英ソの後ろ盾で日本に対抗した中国が国連の常任理事国になった事で、後に中国によるチベット侵攻は国連で議論されなくなる。
1949年に国共内戦に勝利して、無宗教の社会主義国家中華人民共和国を樹立した中国共産党は、「チベットは中国の一部分」として、チベット全土の「解放」を目指して1950年に中国人民解放軍による軍事行動を発動しチベットを軍事制圧し、17ヶ条協定により、チベットの主権を奪った。(「帝国主義侵略勢力のチベットにおける影響を順調に一掃して、中華人民共和国の領土と主権の統一を完成し(十七か条協定の序文より)」)その後、チベット亡命政府は中国共産党政府はチベットに住む人々に対する非常に残忍な弾圧や虐殺を繰り返し行なう事でチベットを抑圧支配し続けていると主張している。さらに漢人の移民を故意に実行し現在ではチベットにおける漢人とチベット人の人口比率は逆転していると主張している。

### 十七か条協定の締結
1950年に中国人民解放軍が侵攻（チベット侵攻）、1951年には中華人民共和国とチベット政府「ガンデンポタン」は「中央人民政府と西藏地方政府の西藏平和解放に関する協議」（いわゆる「十七か条協定」）を締結し、チベット全域が中華人民共和国の実効統治下に組み入れられた。
チベット政府は辛亥革命以来、チベット全域の領有と統合を主張していた（実際には、チベットの西南部3分の1程度を占める「西蔵」部分しか実効支配下におくことができなかった）が、十七か条協定は交渉当事者としてのガンデンポタンを「西蔵地方政府」と呼称している。すなわち、この協定は、チベット国そのものの独立性を否定するとともに、ガンデンポタンによる全チベットの統合をも拒否し、チベットの一部分「西蔵」の統治機関としての地位しかみとめないことを打ち出すものであった。
この協定では、ひきつづきガンデンポタンによる「西蔵」統治（ダライ・ラマが、宗教と政治の両方の指導者として戴く体制）の継続をみとめ、「西蔵」においては「改革を強要しない」ことを明示するものであったが、「西蔵」の領域の外部におかれたチベット東北部のアムド地方（青海省、甘粛省西南部、四川省西北部）や、チベット東部のカム地方東部（四川省西部、雲南省西北部）などでは、1955年、「民主改革」や「社会主義改造」が開始された。

### チベット動乱
清末以来、反清、反中闘争を続けてきたカム地方の人々は、翌1956年より武装蜂起を開始、一時的には中華人民共和国の軍事警察機関の一掃に成功する。チベット動乱の勃発である。カム人民の抗中蜂起に対し、中国人民解放軍はただちに反撃を開始、戦火を避ける民衆や敗走する抗中ゲリラたちは、雪崩をうって、まだガンデンポタンの統治下で平穏を保っていた「西蔵」へ逃げ込んだ。カム地方出身の抗中ゲリラたちは、この地で初めて統一組織「チュシガンドゥク」を結成、1957年からはアメリカのCIAの支援も受けたが（CIAチベット計画）、故郷奪回に乗り出す力はなかったので、「西蔵」内の各地で人民解放軍の駐屯地や中華人民共和国の行政機関を襲撃する武力活動を展開した。

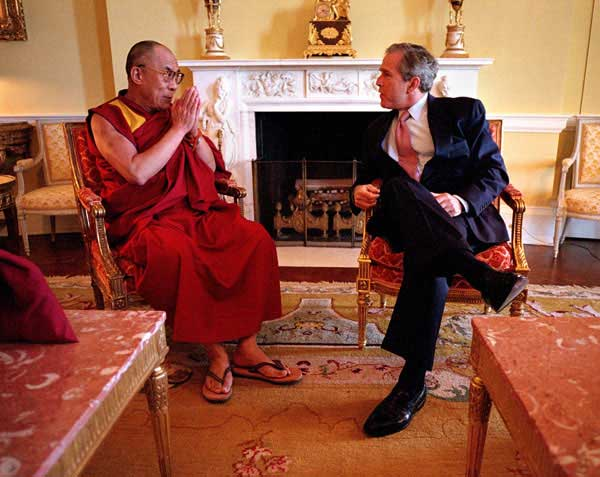
ダライ・ラマ14世とアメリカのジョージ・ブッシュ大統領

このような情勢の悪化に対し、ガンデンポタンは、抗中ゲリラによる政府保有の武器や食料の提供要求を拒否するなど、十七か条協定の枠組みを維持することで、かろうじて確保された「自治」をまもろうとつとめたが、1959年には事態は一層悪化、人民解放軍のダライ・ラマ14世に対する観劇招待を、ダライ・ラマ拉致の口実と疑ったラサ市民が夏の宮殿ノルブリンカ前に集結、人民解放軍による解散要求と砲撃など、混乱の中、ダライ・ラマ14世はラサを脱出した。中国の国務院総理周恩来は「西蔵地方政府」の解散を布告、これに対しダライ・ラマ14世は、国境を越える直前に「チベット臨時政府」の樹立を宣言し、インドへと亡命した。中国によるチベット政府の行政機構や正規軍の解体と支配体制の樹立は1960年ごろまでにほぼ完了した。カム地方の出身者を中心に結成された抗中ゲリラチュシ・ガンドゥクによる武力抵抗は、ネパール領のムスタンを拠点とし、そこからチベット各地に出撃する形で引き続き展開された。しかし米中国交回復にともない1972年に米国からの支援が停止、1974年、ネパール政府はムスタン基地を包囲して、抗中ゲリラに武装解除と解散を迫った。抗中ゲリラはダライラマの玉音テープを携えたチベット亡命政府の使者の説得に応じて武装解除してムスタンより退去、抗中武力抵抗はここに終焉を迎えた。
チベット動乱にともない最高指導者ダライ・ラマ14世、政府ガンデンポタンのメンバーらをはじめ多くの僧侶や一般農牧民たちがインドなどに亡命、十数万人から成る亡命チベット人社会を形成するにいたる。
1959年から1961年にかけヒマラヤ山脈の西方、および東方の二カ所において人民解放軍とインド軍の武力衝突が発生した。戦闘は、装備に勝る人民解放軍がインド軍を破って前進したのち、人民解放軍は、西部ではアクサイチン地区をそのまま確保、しかしソビエト連邦やアメリカなどの国際社会からの圧力を受けて東部ではインド側が国境として主張するマクマホンラインまで撤退する形で収束した（中印国境紛争）。
1965年に、西蔵自治区が成立。中国全土で数百万の死者を出したと言われる文化大革命期には極左の紅衛兵によって多くの寺院が破壊されるなど、文化遺産に深刻な被害が出た。さらに人民公社の導入など、中華人民共和国との一体化が進んだ。
- チベットの現状については、記事「チベット問題」も参照。